# Chiesa del Santissimo Bambino Gesù
La chiesa del Santissimo Nome di Gesù, nota anche come chiesa di San Giovanni Evangelista o chiesa del Bambino Gesù,  è una delle chiese di Contursi Terme, con dignità di chiesa parrocchiale e santuario.

## Storia e descrizione
La Chiesa è composta da tre livelli.
La prima Cripta è caratterizzata da quattro volte, sostenute da un'antichissima colonna di marmo. In fondo a questa Cappella vi è un manufatto simile ad un altare pagano, risale all'anno 1000.                                                                                                                                      La seconda Cripta, non accessibile attualmente, è stata edificata in periodo paleocristiano e consiste in una Cappella formata da un'unica navata con in fondo una finestra monofora. Lungo la Cappella vi sono le vecchie sepolture di alcuni confratelli della Congrega del Santissimo Nome di Gesù Bambino e alcuni affreschi seppur molto rovinati.
L'interno della chiesa fino al '700 era formato da un oratorio ad aula che nel 1710 fu ampliato e dotato di abside con cupola.
Sull'altare maggiore vi è un trittico in marmo con tre nicchie. Al centro è intronizzata la statua del Bambino Gesù di fattura quattrocentesca con abiti seicenteschi, a sinistra la statua in legno di San Giovanni Evangelista e a destra quella in legno di Santa Lucia, entrambe risalenti al 1700.
La Cappella laterale sinistra ospita un'antica statua della Madonna Immacolata, mentre la Cappella destra ospita una statua della Madonna Addolorata e un coro ligneo.
L'abside è sormontato da una grande cupola che internamente ha varie decorazioni in stucco, marmo e legno.
La facciata della Chiesa è molto semplice, il portale è decorato con delle volute con sopra una lapide con scritto: IHS NOMEN DOMINI SPES CONTURSINORUM (Nome di Gesù Speranza dei contursani).
La facciata è addossata alla torre campanaria a base quadrangolare, composta da quattro livelli e che termina con una punta conica in cima alla quale è collocata una croce. All'interno del campanile si trovano due campane risalenti al medioevo, rispettivamente del 1381 e 1327, fuse da artigiani locali.
La chiesa fu danneggiata dal terremoto dell'Irpinia del 1980, che causò crolli parziali della cupola e varie crepe e lesioni distribuite per tutto l'edificio. Fu riaperta al culto l'11 Gennaio 2002.

## Il Bambino Gesù
Dal 1640 questa chiesa ha sempre avuto un ruolo importante nella religiosità e nella tradizione contursana, quello di custodire l'antica statuetta del Santissimo Nome di Gesù, detto il “Bambino”, protettore di Contursi dal 1679.
Nel XVII secolo, due monaci camminavano lungo la riva di Salerno, quando si imbatterono dinanzi ad una cassa che era stata portata sulla riva del mare dalla corrente.                  Curiosi, i monaci aprono questa cassa dove trovano una statuetta di un bellissimo Bambinello. Decisero di prenderlo e portarlo al loro monastero, ovvero quello di Santa Maria di Sperlonga, nella terra di Palomonte. Misero la cassa su un asino e tornarono in convento. Hanno attraversato diversi villaggi, ma quando arrivarono a Contursi, per preciso dinanzi alla Chiesa di San Giovanni e Santa Lucia alla Porta, l’asino improvvisamente non volle andare oltre, e si inginocchiò sul sagrato della chiesa. Quando tolsero la cassa dalla schiena dell’asino, l’animale era pronto ad andare. Ma quando la rimisero si inginocchiò nuovamente. In quegli istanti a Contursi avvennero guarigioni improvvise, miracolose. Lasciarono la cassa con la statuetta per tutta la notte e proseguirono verso Palomonte. Durante l’intera nottata tanti fedeli si recarono in adorazione alla piazzetta davanti San Giovanni, e il mattino seguente portarono la bella statuetta all’interno della Chiesa. Essendo la statua così bella e miracolosa allestirono nella Chiesa un altare in marmo con tanto di nicchia decoratissima e trono centrale, dove posizionarono la statuetta del Bambino, e ai lati le statue di San Giovanni e di Santa Lucia. Fu fatta una festa il 1 Maggio di ogni anno.
Nel 1642 nacque la Confraternita del Santissimo Nome di Gesù Bambino, dedicata proprio a lui, che iniziò a occuparsi della Chiesa e della festa del Bambino.
La storia continua nel 1670, quando il Re dell’epoca aveva sentito che il popolo di Contursi si rifiutava di pagare le tasse e si ribellava. Lui ordinò al suo esercito di andare in questa città e distruggerla. L'esercito si stava avvicinando a Contursi e preparava la carica per colpire la città, quando un bambino sconosciuto è apparso, sbucato dal nulla. Ha detto al capitano che il popolo di Contursi non si ribellava e che era leale e fedele al re. Questo bambino del tutto misterioso diceva anche di essere il salvatore di Contursi e di averla difesa in eterno. La gente contursana andò a parlare con il capitano che mostrò loro il bambino, ma nessuno lo conosceva.
Il giorno dopo, il capitano ha partecipato alla messa in città ed è rimasto stupito a vedere la statua del Bambino Gesù chiusa nella nicchia, quel bambino era proprio quello che aveva visto per strada. Quando la gente aveva sentito che il Bambino aveva salvato la loro città, aveva capito che quella era davvero la statua del Bambino Gesù e cominciò a rendergli omaggio. Attraverso gli anni, molti miracoli sono stati attribuiti a lui e lui divenne il santo patrono e re di Contursi, con la solenne incoronazione del 1 Maggio 1679. La Confraternita del Bambino, nel 1679, fissò le feste annuali del Bambino, la terza domenica di Gennaio e la seconda domenica di Maggio (la più solenne), entrambe precedute da un solenne novenario.